# Olivet (Illinois)
Olivet es un lugar designado por el censo ubicado en el condado de Vermilion en el estado estadounidense de Illinois. En el Censo de 2010 tenía una población de 428 habitantes y una densidad poblacional de 69,35 personas por km².

## Geografía
Olivet se encuentra ubicado en las coordenadas 39°56′29″N 87°38′17″O / 39.94139, -87.63806. Según la Oficina del Censo de los Estados Unidos, Olivet tiene una superficie total de 6,17 km², de la cual 6,17 km² corresponden a tierra firme y (0%) 0 km² es agua.

## Demografía
Según el censo de 2010, había 428 personas residiendo en Olivet. La densidad de población era de 69,35 hab./km². De los 428 habitantes, Olivet estaba compuesto por el 99,3% blancos, el 0% eran afroamericanos, el 0% eran amerindios, el 0,47% eran asiáticos, el 0% eran isleños del Pacífico, el 0% eran de otras razas y el 0,23% pertenecían a dos o más razas. Del total de la población el 1,17% eran hispanos o latinos de cualquier raza.